# Tour de Pologne 2004
Le Tour de Pologne 2004 s'est déroulé du 6 au 12 septembre 2004. C'est la 61e édition de cette épreuve cycliste, remportée l'année d'avant par le Polonais Cezary Zamana.

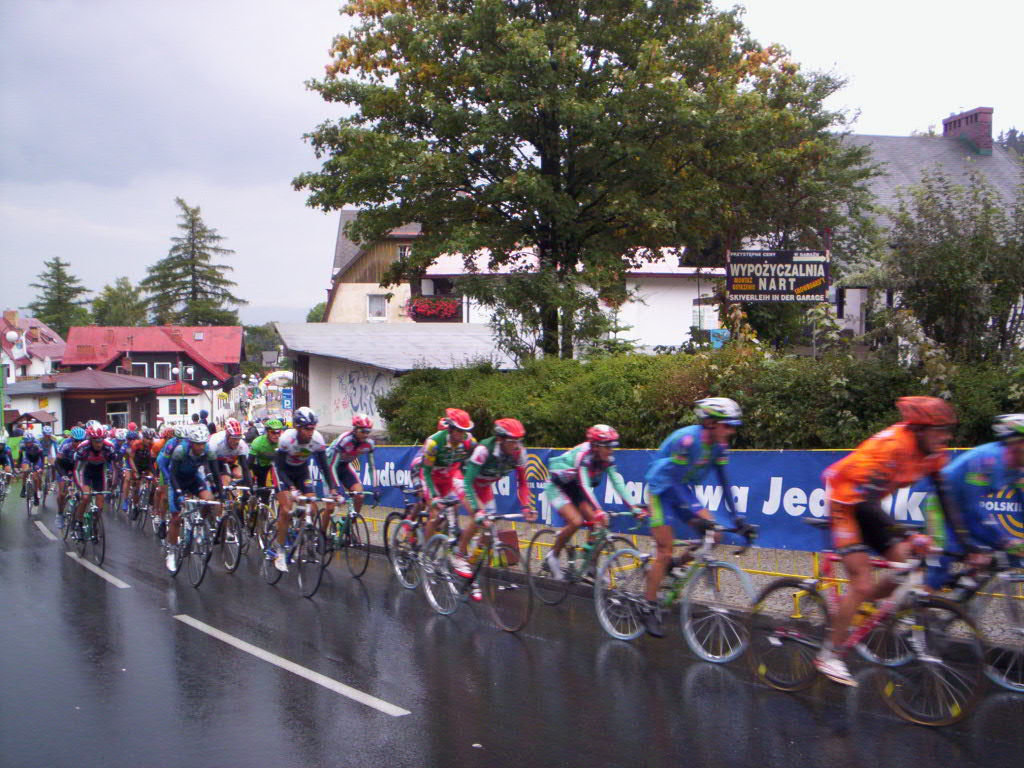
Peloton du Tour de Pologne 2004

## Classement général final
|    | Cycliste          | Pays               | Équipe            | Temps | Temps            |
| -- | ----------------- | ------------------ | ----------------- | ----- | ---------------- |
| 1  | Ondřej Sosenka    | République tchèque | Acqua & Sapone    | en    | 29 h 21 min 38 s |
| 2  | Hugo Sabido       | Portugal           | Milaneza-Maia     | +     | 23 s             |
| 3  | Franco Pellizotti | Italie             | Alessio-Bianchi   |       | 40 s             |
| 4  | Marek Rutkiewicz  | Pologne            | Intel-Action      |       | 1 min 01 s       |
| 5  | Allan Davis       | Australie          | Liberty Seguros   |       | 1 min 44 s       |
| 6  | Florent Brard     | France             | Chocolade Jacques |       | 2 min 22 s       |
| 7  | Tomasz Brożyna    | Pologne            | Intel-Action      |       | 2 min 44 s       |
| 8  | David Bernabéu    | Espagne            | Milaneza-Maia     |       | 3 min 18 s       |
| 9  | Cezary Zamana     | Pologne            | Chocolade Jacques |       | 4 min 17 s       |
| 10 | Rui Sousa         | Portugal           | Milaneza-Maia     |       | 5 min 37 s       |

## Étapes
| Étape     | Date         | Villes étapes             | Distance | Vainqueur         | Leader           |
| --------- | ------------ | ------------------------- | -------- | ----------------- | ---------------- |
| 1re étape | 6 septembre  | Gdańsk-Gdynia             | 174,5    | Fabio Baldato     | Fabio Baldato    |
| 2e étape  | 7 septembre  | Tczew-Olsztyn             | 227,5    | Marcin Sapa       | Daniel Majewski  |
| 3e étape  | 8 septembre  | Ostróda-Bydgoszcz         | 204      | Allan Davis       | Marcin Sapa      |
| 4e étape  | 9 septembre  | Inowrocław-Kalisz         | 183      | Fabio Baldato     | Marcin Sapa      |
| 5e étape  | 10 septembre | Oleśnica-Szklarska Poreba | 229      | Rinaldo Nocentini | Marcin Sapa      |
| 6e étape  | 11 septembre | Piechowice-Karpacz        | 166,5    | Marek Rutkiewicz  | Marek Rutkiewicz |
| 7e étape  | 12 septembre | Jelenia Góra-Karpacz      | 61       | Hugo Sabido       | Hugo Sabido      |
| 8e étape  | 12 septembre | Jelenia Góra-Karpacz      | 19 (clm) | Ondřej Sosenka    | Ondřej Sosenka   |

## Équipes engagées
- Milaneza-Maia
- Intel-Action
- Chocolade Jacques
- Hoop CCC Polsat
- Grupa PSB
- Amore & Vita Beretta
- Liberty Seguros
- Illes Balears-Banesto
- Reprezentacja Młodzieżowa Polski
- R.A.G.T. Semences MG Rover
- Alessio-Bianchi